# ESK Mungo

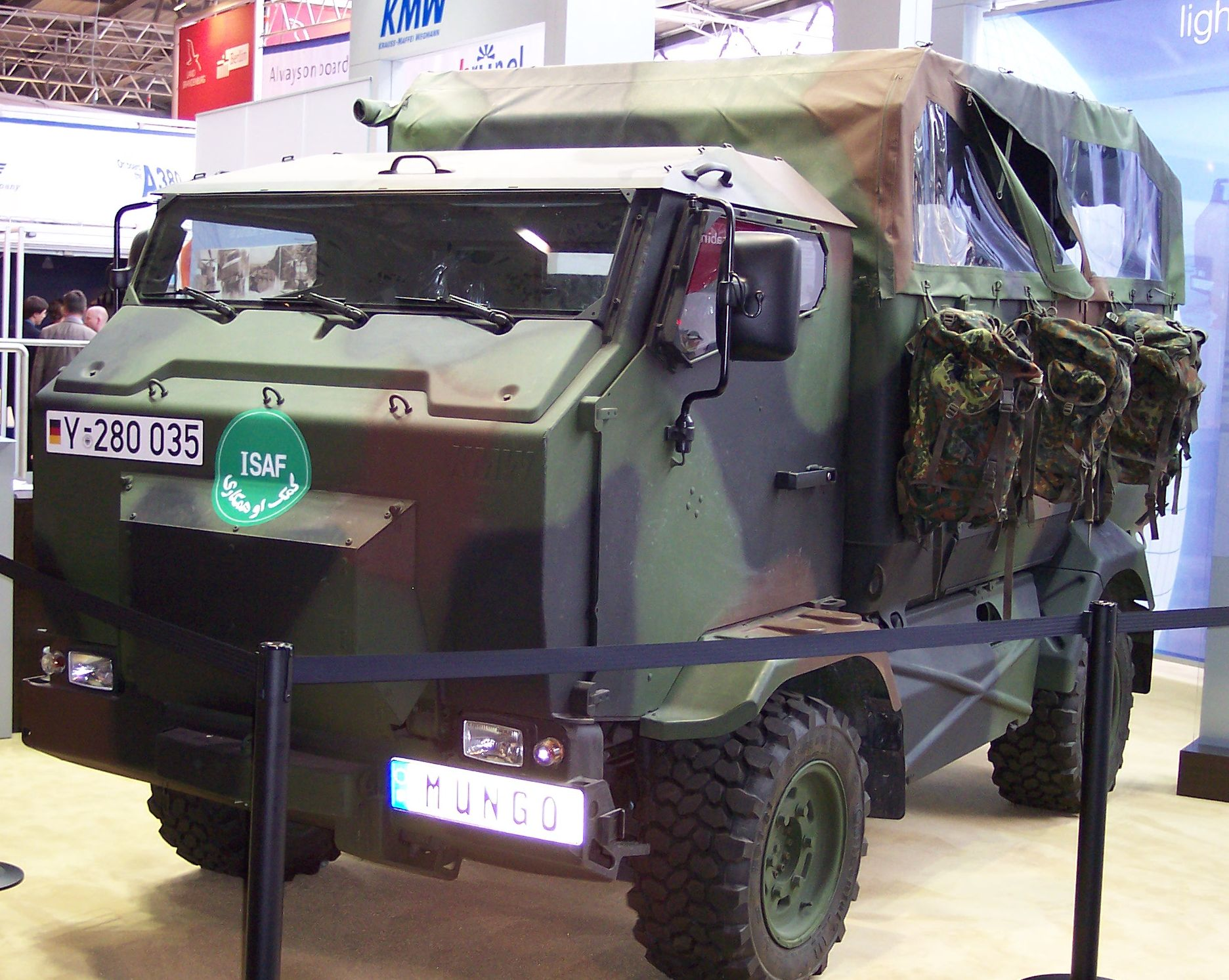
Mungo auf der ILA 2006

Der ESK Mungo – Einsatzfahrzeug Spezialisierte Kräfte Mungo – ist ein luftverlade- und luftverlastbares Mehrzweckfahrzeug des Heeres der Bundeswehr auf Basis des Multicar M30/FUMO. Das Fahrzeug wird seit Frühjahr 2005 eingesetzt. Aufgrund des dringenden Bedarfs wurden die Erprobungen direkt während des ISAF-Einsatzes in Afghanistan durchgeführt.

## Einsatzspektrum

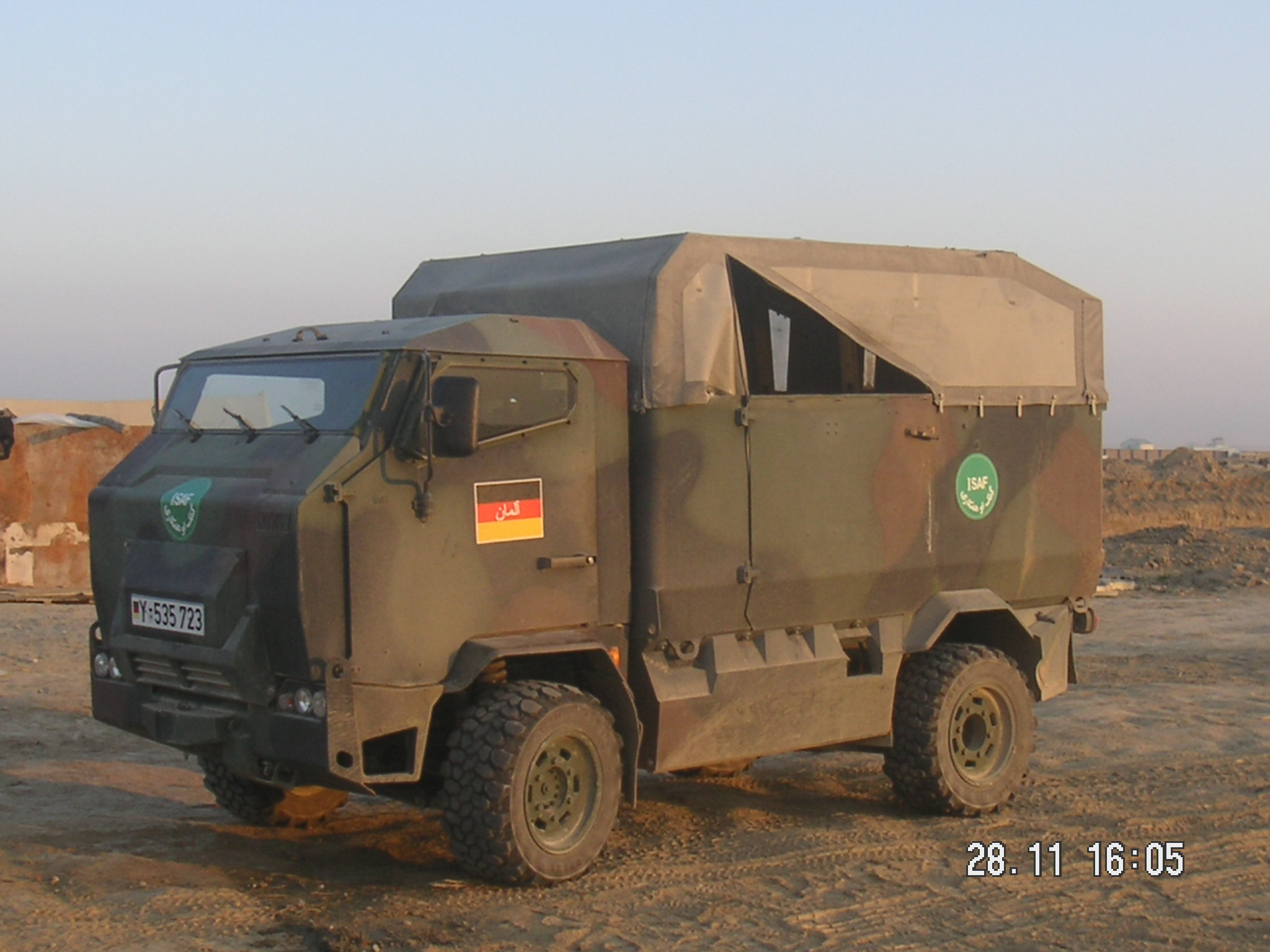
Mungo in Afghanistan (2005)

Der Mungo ist bis auf die Variante 3 ein unbewaffnetes lufttransportfähiges geschütztes Mehrzweckfahrzeug. Er soll laut Hersteller KNDS Deutschland eine voll ausgerüstete Fallschirmjägergruppe transportieren können. Die Besatzung besteht aus zehn Mann; davon sitzen zwei im klimatisierten gepanzerten Führerhaus, die weiteren acht auf der bis zur Brusthöhe geschützten Ladefläche. Die Anordnung der Sitze ist fünf gegen und drei in Fahrtrichtung.

## Entwicklung
Im Rahmen des Einsatzgebietes der Division Schnelle Kräfte (DSK; ehemals Division Spezielle Operationen, DSO, Evakuierungsoperationen in Krisen- und Kriegsgebieten, Einsätze gegen irreguläre Kräfte und Terroristen) schrieb das Bundesamt für Wehrtechnik und Beschaffung Ende 2002 einen Forderungskatalog mit der Lieferung von 8 Vorserienfahrzeugen aus. Beteiligt waren KNDS Deutschland (ehemals KMW) mit dem Mungo-ESK und Rheinmetall Landsysteme (RLS) mit dem Wolf ESK. Gefordert waren ein Transportfahrzeug für Personal und Material sowie die Möglichkeit weiterer modularer An- und Aufbauten. Im Frühjahr 2003 erfolgte die Vergleichserprobung, zum Teil unter Einsatzbedingungen in Afghanistan.
Im Februar 2005 lieferte KNDS Deutschland die ersten von 396 Mungos an die DSO. Bis September 2011 wurden insgesamt mehr als 400 Mungos in den drei verschiedenen Varianten „Truppentransporter“, „Mehrzweckfahrzeug“, und „Großraumkabine“ ausgeliefert.
Eine weitere Bestellung über 31 Mungo 2 (Mehrzweck) erfolgte im September 2011. Die Fahrzeuge waren wiederum für den Einsatz in der Division Spezielle Operationen geplant und sollten bis 2013 geliefert werden.
Derzeit (Stand 2020) dienen 400 leicht (ESK) Mungo vor allem als Führungs- und Gruppenfahrzeuge. Weitere Varianten sind der Mungo 3 Großraumkabine, der in Unterstützungstruppen der Luftlandekräfte mit den Rüstsätzen für Gefechtsfeldaufklärungs-, Fernmelde- und Sanitätsausstattungen eingesetzt wird. Im Juni 2019 beschloss der Haushaltsausschuss des Deutschen Bundestages zudem die Beschaffung von zehn leichten, luftverladbaren Aufklärungssysteme Mungo A/C Spür mit Strahlenspürausstattung. Der Mungo Mehrzweck wird ebenfalls zur Unterstützung, insbesondere bei Pionier- und Logistiktruppen, genutzt. Am Fahrzeug können Anbaugeräte und Rüstsätze angebracht werden.

## Technik
| Technische Daten          | Technische Daten                                    | Technische Daten                                    | Technische Daten                                    |
|                           | Mungo 1                                             | Mungo 2                                             | Mungo 3                                             |
| ------------------------- | --------------------------------------------------- | --------------------------------------------------- | --------------------------------------------------- |
| zulässiges Gesamtgewicht: | 5300 kg                                             | 5400 kg                                             | 5400 kg                                             |
| Nutzlast:                 | 2000 kg                                             | 2000 kg                                             | 1000–1500 kg                                        |
| Nutzvolumen:              | 8 m³                                                | 7 m³                                                | 6–8 m³                                              |
| Länge:                    | 4,47 m                                              | 4,48 m                                              | 4,53–4,71 m                                         |
| Breite:                   | 1,94 m                                              | 1,94 m                                              | 1,94 m                                              |
| Höhe:                     | 2,44 m                                              | 2,14 m                                              | 2,09 m                                              |
| Höhe/abgeklappt:          | 1,89 m                                              | 1,89 m                                              | 1,89 m                                              |
| Luftverladbarkeit:        | CH-53, Lockheed C-130, Transall C-160, Airbus A400M | CH-53, Lockheed C-130, Transall C-160, Airbus A400M | CH-53, Lockheed C-130, Transall C-160, Airbus A400M |
| Höchstgeschwindigkeit:    | 90 km/h elektronisch abgeregelt                     | 90 km/h elektronisch abgeregelt                     | 90 km/h elektronisch abgeregelt                     |
| Schutz:                   | Level 1                                             | Level 1                                             | Level 1–3                                           |
| Besatzung:                | 2–10                                                | 2–10                                                | 4–5                                                 |
| Bewaffnung:               | keine                                               | keine                                               | fernbedienbare Lafette                              |

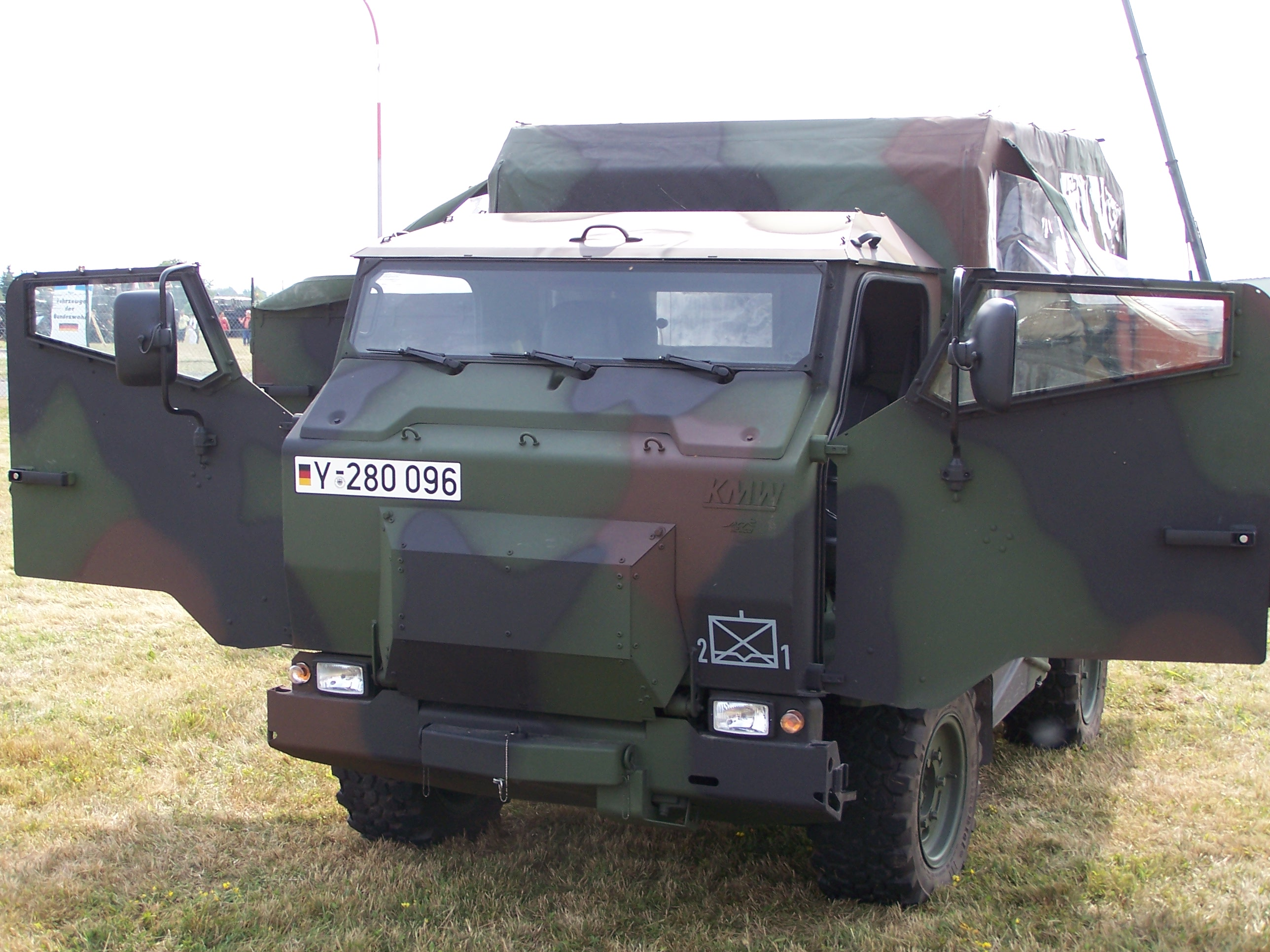
Mungo des Jägerregiments 1

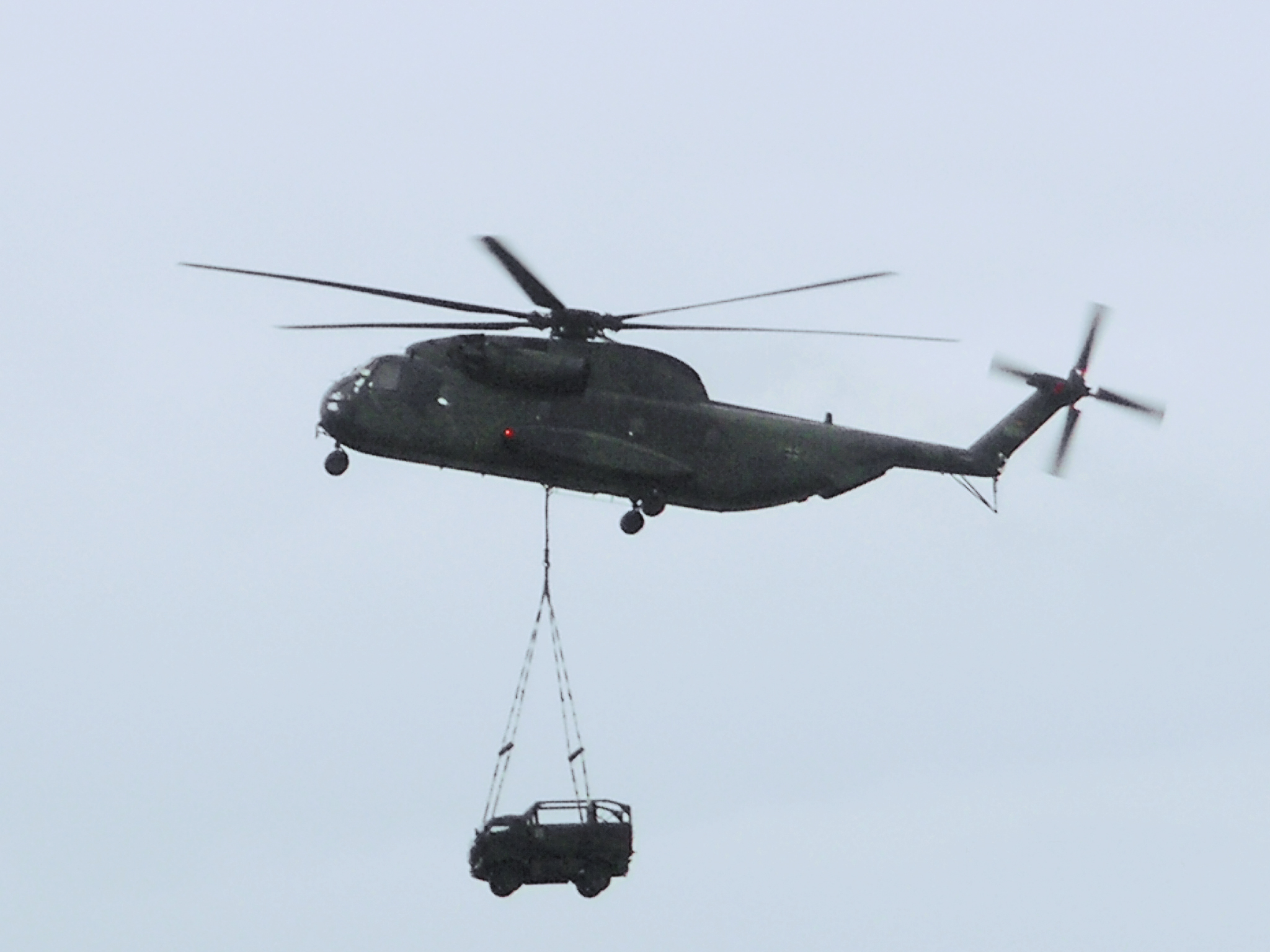
Mungo als Außenlast eines CH-53

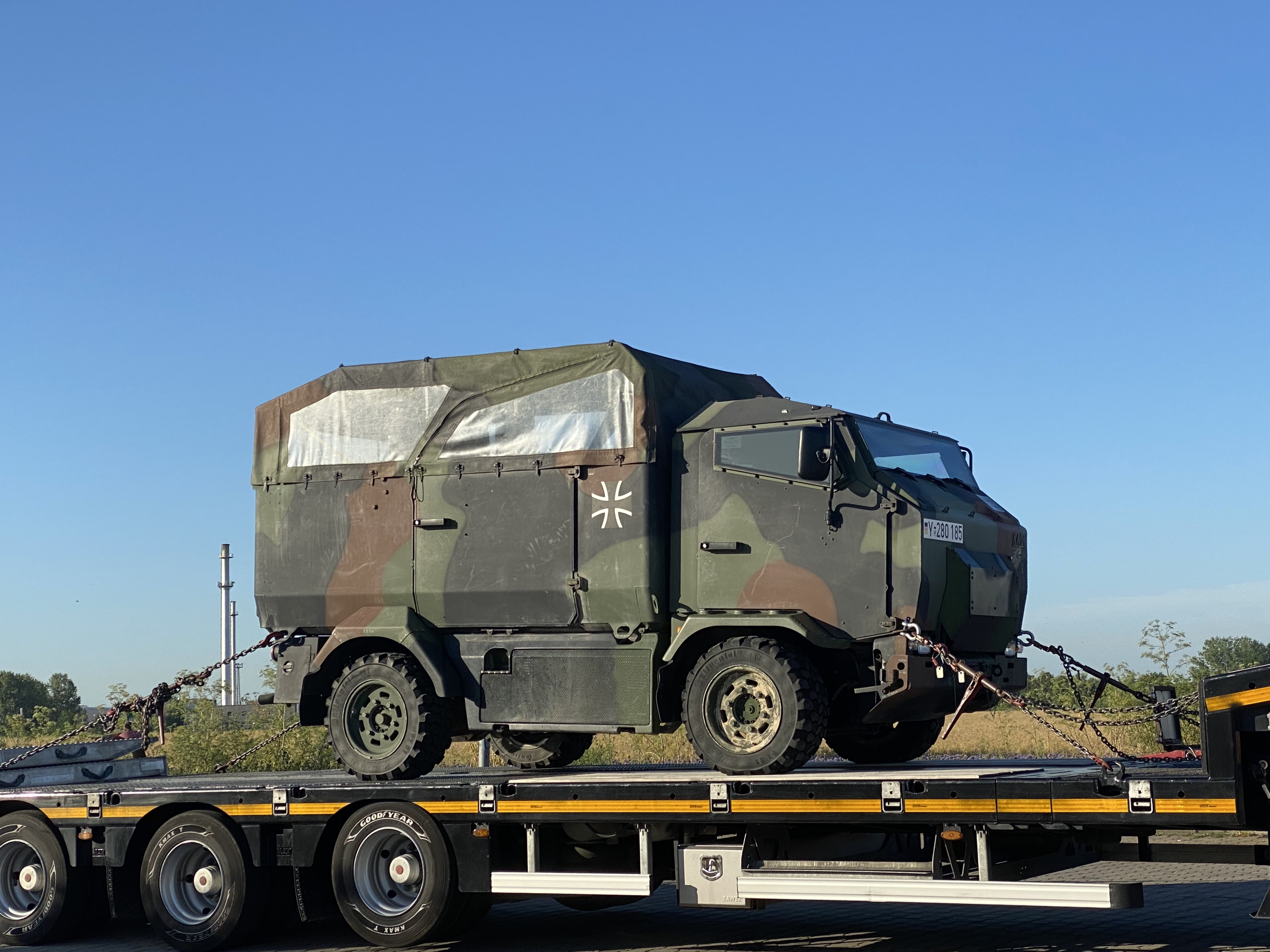
ESK Mungo

Insgesamt bietet KNDS drei Varianten an, die auch nachträglich umgerüstet werden können. Der Mungo ist aufgrund seiner Anforderungen zum Lufttransport in Variante 3 maximal 4,71 m lang, 1,94 m breit und 2,09 m hoch. Variante 1, die Basisversion ist 4,47 m lang, 2,44 m hoch und nicht größer als ein Mercedes-Benz „Wolf“, allerdings schwerer. Sein TDI-Motor bietet dem rund 3,3 t schweren Fahrzeug 78 kW Leistung. Der Mungo ist voll geländegängig; sein Allradantrieb, die breiten griffigen Reifen, die Sperrdifferentiale und das hohe Drehmoment des Motors ermöglichen ihm auch in sandigen Steigungen mit voller Besatzung ein Weiterkommen. Der Fahrkomfort ist bedingt durch die kleinen Räder sehr eingeschränkt.
Das Fahrzeug lässt sich mit wenigen Handgriffen in fünf Minuten zur Luftverladbarkeit in der CH-53 vorbereiten. Dazu werden das Dach des Führerhauses und die Plane des Transportraumes abgenommen, die darunterliegende Tragkonstruktion aus Aluminiumrohren wird abgeklappt. Die Höhe beträgt anschließend 1,89 m. Die CH-53 kann zwei Mungos, der Airbus A400M, die Lockheed C-130 und die Transall C-160 maximal drei Fahrzeuge transportieren. Eine weitere Möglichkeit des Transportes ist die Außenlast oder das Absetzen mittels Lastenfallschirm.
Die Panzerung schützt die Insassen gegen Antipersonenminen, Handgranaten und direktes Feuer bis zum Kaliber 7,62 × 51 mm NATO; eine optionale Zusatzpanzerung gegen Hartkerngeschosse kann angebracht werden. Der Unterboden ist komplett gepanzert und vom Fahrwerk abgekoppelt. Die vier großen Türen des Heckaufbaus ermöglichen ein schnelles Auf- und Absitzen. Im Gegensatz zum Mungo 1 ist der Mungo 3 mit einer Großraumkabine ausgestattet. Diese ist rundum gegen Artilleriesplitter und ballistische Bedrohungen vom STANAG Level 3 oder gegen Minenexplosionen der Klasse 2a sowie gegen IEDs aus fünf Meter bis 100 kg geschützt. Mögliche Rüstsätze für den Mungo 3 können sein: Fernmelde- und Sanitätsausstattungen sowie Gefechtsfeldaufklärung- und ABC-Spürfahrzeuge.
Durch Schnellverschlüsse an den Sitzbänken lässt sich der Mungo innerhalb kurzer Zeit durch das serienmäßig vorhandene hydraulische Hub- und Transportsystem zu einem Materialtransporter mit bis zu 2 t Nutzlast umrüsten.
Eine weitere Variante ist der Mungo-Mehrzweck (Mungo 2). Aufgrund der Multicarbasis können Anbaugeräte wie Räumschild oder Palettengabel durch handelsübliche Schnellwechselsysteme angebracht werden.
Im Gegensatz zum Mungo-Personen- und Materialtransport ist diese Variante direkt auf den Transport von Rüstsätzen wie Hochdruckschwemmbalken, Kehrwalzen, Räumschaufeln, Erd- und Kernbohrgeräte, Pressluftgeräte, Tauchpumpen, Kettensägen und den Einsatz als Wechselladerfahrzeug zugeschnitten. Er ist somit als ergänzender Fahrzeugtyp für die Kräfte der DSK zu sehen. So verfügt das Fahrzeug direkt über eine Transportplattform mit hydraulischem Hub- und Transportsystem und einem Schnellwechselsystem für Frontanbaugeräte.

## Mängel
Aufgrund der unzureichenden Fähigkeit im Einsatz wurde von einer weiteren Beschaffung weiterer Mungos abgesehen, ohne dabei zunächst noch über eine Alternative für leichte luftverladbare Fahrzeuge zu verfügen.
2023 wurde bekannt, dass die Bundeswehr den Caracal von Rheinmetall beschaffen wird, um sowohl den Wolf als auch den Mungo zu ersetzen.